# زورا كروس
زورا كروس (بالإنجليزية: Zora Cross)‏ (18 مايو 1890 في أستراليا - 22 يناير 1964 في أستراليا)؛ كاتِبة، صحفية، شاعرة وروائية أسترالية.